# هومبوش (نیو ساوت ولز)
هومبوش (به انگلیسی: Homebush) یک حومه شهر در استرالیا است که در Municipality of Strathfield واقع شده‌است.